# HŠK Concordia
Hrvatski športski klub Concordia sau  Concordia Zagreb a fost un club profesionist de fotbal cu sediul Zagreb, Croația.

## Istoric
Pe 10 octombrie 1906, a fost fondat sub numele de Srednjoškolski športski klub. După terminarea Primului Război Mondial, au venit fotbaliști care au evoluat la HŠK Viktorija înainte de război. Clubul s-a numit astfel Concordia-Viktorija, dar imediat avea să se numească HSK Concordia.
Unul dintre actele istorice ale clubului din Zagreb rămâne construirea stadionului Tratinska cesta (astăzi numit Stadion Kranjčevićeva). Între 1921 și 1945 stadionul cunoscut sub numele de Stadion Concordije a fost casa celor de la HŠK Concordia. Din 1945 și până azi vechiul stadion este folosit de NK Zagreb. În cinstea echipei HŠK Concordia, cel de al III-lea rând de echipament al echipei NK Zagreb este verde.

## Palmares
- Prima Ligă Iugoslavă
  - 1930, 1932